# Petrotrin
Die Petroleum Company of Trinidad and Tobago Limited (Petrotrin) war ein staatliches trinidadisches Mineralölunternehmen. Die 1993 durch den Zusammenschluss mehrerer staatlicher Unternehmen gegründete Firma fördert Erdöl und Erdgas und betrieb Trinidads einzige Erdölraffinerie.

## Geschichte
Petrotrin wurde 1993 durch die Fusion zweier Unternehmen geschaffen, deren Geschichte bis zu den Anfängen der Ölförderung auf Trinidad zurückreicht. Die kommerzielle Ölproduktion in Trinidad begann 1908. In den 1910er-Jahren wurden mehrere Mineralölunternehmen gegründet, fast alle als einheimische Unternehmen, lediglich die UBOT (United British Oilfields of Trinidad) war ein Tochterunternehmen der Shell Transport and Trading Company. In den 1950er-Jahren kauften Texaco, Shell und BP nach und nach die kleinen, lokalen Unternehmen auf. 1962 gründeten die drei Firmen das Gemeinschaftsunternehmen Trinmar, das bereits drei Jahre später für knapp ein Drittel der gesamten Ölförderung des Landes verantwortlich war. 1965 produzierten die drei Firmen 98 % des trinidadischen Rohöls.
Nach der Unabhängigkeit 1962 engagierte sich auch der junge Staat Trinidad und Tobago im Energiesektor, unter anderem durch die Gründung staatlicher Mineralölunternehmen. 1969 kaufte der Staat in einem Joint Venture mit der Firma Tesoro das Ölgeschäft von BP auf. 1974 wurde das Geschäft von Shell aufgekauft und in die staatliche Firma Trinidad and Tobago Oil Company (Trintoc) überführt. 1985 wurden die Anteile von Tesoro übernommen und das Unternehmen in Trinidad and Tobago Petroleum Company (Trintopec) umbenannt. Im gleichen Jahr wurde das Ölgeschäft von Texaco akquiriert und in Trintoc integriert. 1993 wurden Trintopec und Trintoc zur Petroleum Company of Trinidad and Tobago (Petrotrin) fusioniert. Im Jahr 2000 wurde Trinmar, ein Joint Venture von Petrotrin und Texaco, in das Unternehmen integriert. Seit 2002 fördert Petrotrin auch Erdgas. 2011 kontrollierte Petrotrin fast 50 % der Erdölförderung Trinidads.
Im Dezember 2013 ereignete sich die größte Ölkatastrophe in der Geschichte Trinidads, als an Petrotrin-Förderanlagen im Golf von Paria über einen Zeitraum von zwölf Tagen vier Lecks auftraten, aus denen gut eine Tonne Rohöl ins Meer entwich. Neben langfristigen Schädigungen der Meeresfauna und -flora trat auch eine Schädigung der im Südwesten Trinidads wichtigen Fischereiindustrie auf, und in La Brea musste Petrotrin für über einen Monat die Bevölkerung vollverpflegen, weil wegen der Rohölanlandungen offenes und gasbetriebenes Feuer für die Zubereitung von Mahlzeiten verboten waren. Für Kritik sorgte eine großflächige Anwendung von Corexit zur Bindung des ausgetretenen Rohöls.

## Struktur
Die tägliche Fördermenge an Rohöl betrug 2015 noch 6350 Tonnen. Petrotrin betrieb die einzige, 1940 erbaute und 1991 grundlegend modernisierte Raffinerie Trinidads in Pointe-à-Pierre mit einer Kapazität von 30.000 Kubikmetern täglich zu verarbeitendem Rohöl. Dort wurden unter anderem Flüssiggas, Benzin, Kerosin und Heizöl hergestellt. Um die Raffinerie auszulasten, musste der weitaus größte Teil des Rohöls importiert werden. Am Standort Pointe-à-Pierre betrieb Petrotrin auch eine 1999 errichtete Bitumenfabrik mit einer Produktionskapazität von 25.000 Tonnen pro Jahr. Ende November 2018 wurde die verlustträchtige Raffinerie geschlossen. 4900 Beschäftigte verloren ihren Arbeitsplatz.
Als staatliches Unternehmen unterstand Petrotrin direkt dem Finanzministerium. 2013 erzielte die Firma noch  ein etwa ausgeglichenes Geschäftsergebnis, 2014 fuhr sie 246 Millionen TTD Verlust ein. Die Verbindlichkeiten des Unternehmens betrugen am Ende des Fiskaljahres 2014 14,4 Milliarden TTD.
Das Unternehmen wurde aufgrund mangelnder Wettbewerbsfähigkeit im Jahr 2018 aufgelöst.